# Morbier
Morbier ist eine französische Gemeinde mit 2371 Einwohnern (Stand: 1. Januar 2022) im Département Jura in der Region Bourgogne-Franche-Comté. Sie gehört zum Arrondissement Saint-Claude und ist Mitglied im Gemeindeverband Haut-Jura Arcade Communauté. Die Bewohner werden Morberands und Morberandes genannt.

## Geographie
Morbier liegt auf 825 m, zwei Kilometer nördlich von Morez und etwa 21 Kilometer nordöstlich der Stadt Saint-Claude. Das Dorf erstreckt sich im Hochjura, an aussichtsreicher Lage auf einer Geländeterrasse nördlich des Taleinschnitts der Bienne, rund 130 m über dem Talkessel von Morez, am Aufstieg zum Col de la Savine.
Die Fläche des 41,58 km² großen Gemeindegebiets umfasst einen Abschnitt des französischen Juras. Die Landschaft um Morbier ist geprägt durch parallel verlaufende Höhenzüge und Senken, die gemäß der Streichrichtung des Faltenjuras in diesem Gebiet in Richtung Südwest-Nordost orientiert sind. In strukturgeologischer Hinsicht stellen sie eine Reihe von Antiklinalen und Synklinalen dar, die überwiegend aus Gesteinsschichten der oberen Jurazeit bestehen.
Die südliche Abgrenzung bildet auf weite Strecken der Flusslauf der Bienne, der hier in einem Erosionstal tief in die Jurakämme eingesenkt ist. Von hier erstreckt sich das Gemeindeareal nordwärts über die Terrasse von Morbier in das Waldgebiet der Forêt de la Joux Devant (bis 1100 m) und in die weite Längsmulde der Combe de Morbier (im Mittel auf 950 m). Diese Mulde, hauptsächlich Weideland, wird im Nordwesten und Norden vom ausgedehnten Waldgebiet der Forêt du Mont Noir (bis 1169 m) und im Südosten vom Kamm der Roche des Trois Commères (1084 m) und Les Chaumelles (1152 m) flankiert. Dieser Hauptteil der Gemeindefläche weist keinen oberirdischen Abfluss auf, da das Niederschlagswasser im porösen kalkhaltigen Untergrund versickert. An verschiedenen Orten gibt es typische Karsterscheinungen wie beispielsweise Dolinen, Karrenfelder.
Mit einem schmalen Zipfel erstreckt sich der Gemeindeboden nach Südosten in das Tal der Evalude, welche bei Bas-de-Morez in die Bienne mündet. Auch der linke Talhang mit der Geländeterrasse von Les Crêtets gehört zu Morbier. Überragt wird die Terrasse von einer Felskante, die zur Antiklinale des Risoux gehört. Am Rand der zum Risoux gehörenden Hochfläche des Crêt de la Grande Rêche wird mit 1180 m die höchste Erhebung von Morbier erreicht. Das Gemeindegebiet ist Teil des Regionalen Naturparks Haut-Jura (frz.: Parc naturel régional du Haut-Jura).
Zu Morbier gehören neben der eigentlichen Ortschaft auch verschiedene Siedlungen, Weiler, Hofgruppen und Einzelhöfe, darunter:
- Les Buclets-d’Amont (910 m) auf der Höhe nördlich des Tals der Bienne
- La Combe-Froide (905 m) in der Combe von Morbier
- Les Marais (930 m) auf der Hochfläche nördlich von Morbier
- La Combe de Morbier (990 m) am Rand der Forêt du Mont Noir
- Les Frasses (847 m) am südlichen Talhang der Evalude

Nachbargemeinden von Morbier sind Lac-des-Rouges-Truites und Chapelle-des-Bois im Norden, Bellefontaine im Osten, Hauts de Bienne im Süden und im Westen und Grande-Rivière Château und Saint-Laurent-en-Grandvaux im Westen.

## Geschichte
Der Ortsname Morbier entwickelte sich aus dem ursprünglichen Mort-Bief, das eigentlich toter Bach bedeutet und auf einen ehemaligen, ausgetrockneten Bach hinweist. Im 14. Jahrhundert erhielt Morbier gewisse Freiheitsrechte. Mit der Franche-Comté gelangte das Dorf mit dem Frieden von Nimwegen 1678 an Frankreich. Im späten 17. Jahrhundert wurde in Morbier die Uhrenindustrie eingeführt, die sich im 19. Jahrhundert zum wichtigsten Industriezweig entwickelte. Daneben etablierten sich dank der Nähe zu Morez auch verschiedene Betriebe der Brillenherstellung. Mit der Eröffnung der Eisenbahnlinie von Champagnole nach Morez im Jahr 1900 wurde Morbier an das französische Eisenbahnnetz angeschlossen.
Im Zweiten Weltkrieg befand sich Frankreich unter deutscher Besatzung. Am 3. September 1944 wurde Morbier durch die Forces françaises de l’intérieur und die Forces françaises libres befreit.
Zu einer Gebietsveränderung kam es am 1. Januar 2007, als die vorher selbständige Gemeinde Tancua nach Morbier eingemeindet wurde.

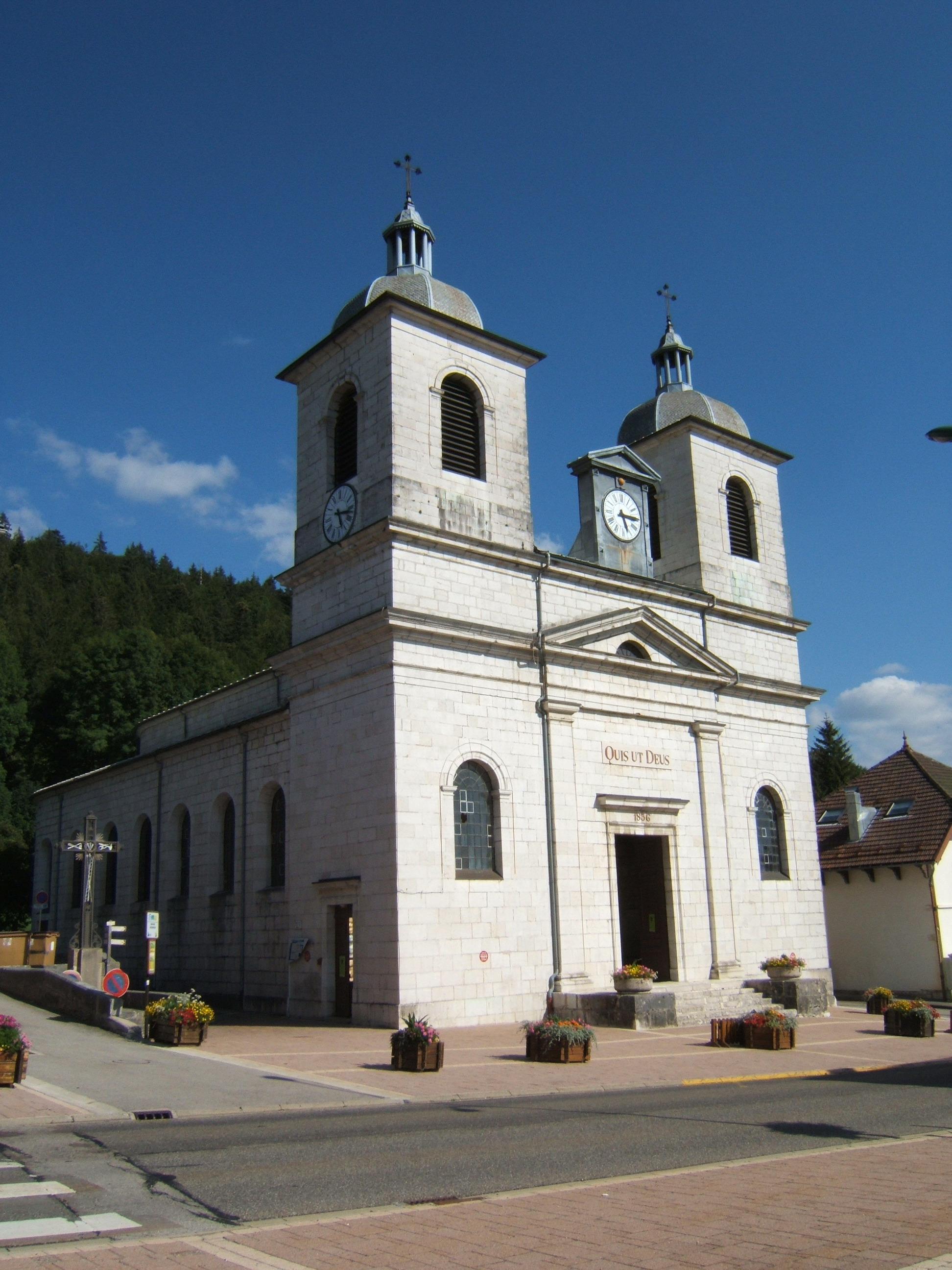
Pfarrkirche Saint-Michel

## Sehenswürdigkeiten
Die Pfarrkirche Saint-Michel mit zwei Kirchtürmen wurde im 19. Jahrhundert neu erbaut, als der Vorgängerbau als zu klein betrachtet worden war. Sie birgt zahlreiche Ausstattungsgegenstände, die in der Base Palissy gelistet sind, darunter eine große Anzahl, die als Monument historique der beweglichen Objekte klassifiziert sind. Die Kirche selbst ist seit 2009 als Monument historique eingeschrieben. In Combe-Froide befindet sich eine Kapelle, die um 1600 errichtet wurde.

## Bevölkerung
| Jahr                       | 1962 | 1968 | 1975 | 1982 | 1990 | 1999 | 2006 | 2013 | 2020 |
| Einwohner                  | 1217 | 1273 | 1547 | 1667 | 1964 | 2069 | 2252 | 2313 | 2274 |
| Quellen: Cassini und INSEE |      |      |      |      |      |      |      |      |      |

Mit 2371 Einwohnern (Stand: 1. Januar 2022) gehört Morbier zu den mittelgroßen Gemeinden des Départements Jura. Dank des wirtschaftlichen Aufschwungs zählte Morbier um 1840 bereits rund 2100 Einwohner. Danach wurde ein langsamer Rückgang verzeichnet. Nach 1911 wurde aufgrund der beiden Weltkriege und der Weltwirtschaftskrise bis 1946 eine Abnahme um fast 40 % verzeichnet. Seit 1950 folgte ein erneuter Wachstumsschub, so dass heute wieder etwa gleich viele Einwohner gezählt werden wie während des Höchststandes im 19. Jahrhundert.

## Wirtschaft und Infrastruktur
Morbier hat sich von der einstigen Landwirtschaftsgemeinde im Lauf des 19. Jahrhunderts zu einem Industriestandort entwickelt. Zu den weiteren wichtigen Branchen gehören heute die Uhrenindustrie, die Herstellung von Brillen und Brillengestellen sowie die Holzverarbeitung. Auch die traditionelle Käseproduktion (Morbier) spielt eine wichtige Rolle. Dank des großen Umlandes haben die Milchwirtschaft und die Viehzucht ebenfalls einen gewissen Stellenwert. Mittlerweile hat sich Morbier dank seiner schönen Lage auch zu einer Wohngemeinde gewandelt. Viele Erwerbstätige pendeln nach Hauts de Bienne zur Arbeit.
Als Erholungsort in einem beliebten Ausflugsgebiet im Hochjura profitiert Morbier heute auch vom Tourismus, insbesondere vom Wintertourismus, wenn auf den Jurahochflächen Skilanglauf betrieben werden kann. Die Hänge oberhalb des Dorfes sind durch zwei Skilifte für den alpinen Skisport erschlossen.
Die Ortschaft ist verkehrstechnisch gut erschlossen. Sie liegt an der Route nationale 5, die von Genf über den Col de la Faucille nach Champagnole und Dole führt. Weitere Straßenverbindungen bestehen mit Tancua und Chapelle-des-Bois. Morbier besitzt einen Haltepunkt an einer Eisenbahnlinie. Züge des TER Bourgogne-Franche-Comté verbinden Morbier mit Dole im Norden und mit Saint-Claude im Süden. Eine Buslinie der regionalen Transportgesellschaft Mobigo verbindet die Gemeinde mit Morez im Süden und mit Lons-le-Saunier über Saint-Laurent-en-Grandvaux im Nordwesten.

## Persönlichkeiten
- Hervé Balland (* 1964), ehemaliger Skilangläufer